# Benjamin Afgour
Benjamin Afgour, né le 1er avril 1991 à Rethel, est un joueur français de handball évoluant au poste de pivot. Formé au Dunkerque Handball Grand Littoral, il y fait l'essentiel de sa carrière professionnelle et y gagne plusieurs titres entre 2011 et 2014. Il effectue également un passage de trois saisons au Montpellier Handball entre 2017 et 2020, y remportant la Ligue des champions en 2018. Il a également évolué en équipe de France entre 2013 et 2018, remportant une médaille de bronze au Championnat d'Europe 2018.

## Palmarès

### En club
Compétitions internationales
- Vainqueur de la Ligue des champions (1) : 2018
- Finaliste de la Coupe de l'EHF (1) : 2012

Compétitions nationales
- Vainqueur du Championnat de France (1) : 2014
  - Deuxième en 2013 et 2018
- Vainqueur de la Coupe de France (1) : 2011
- Vainqueur de la Coupe de la Ligue (1) : 2013
- Vainqueur du Trophée des champions (2) : 2012, 2018
  - Finaliste en 2013

Autres
- Championnat de France de Nationale 3 (1) : 2009 (réserve)

### En équipe nationale
- Médaille de bronze au Championnat d'Europe 2018

## Liens externes

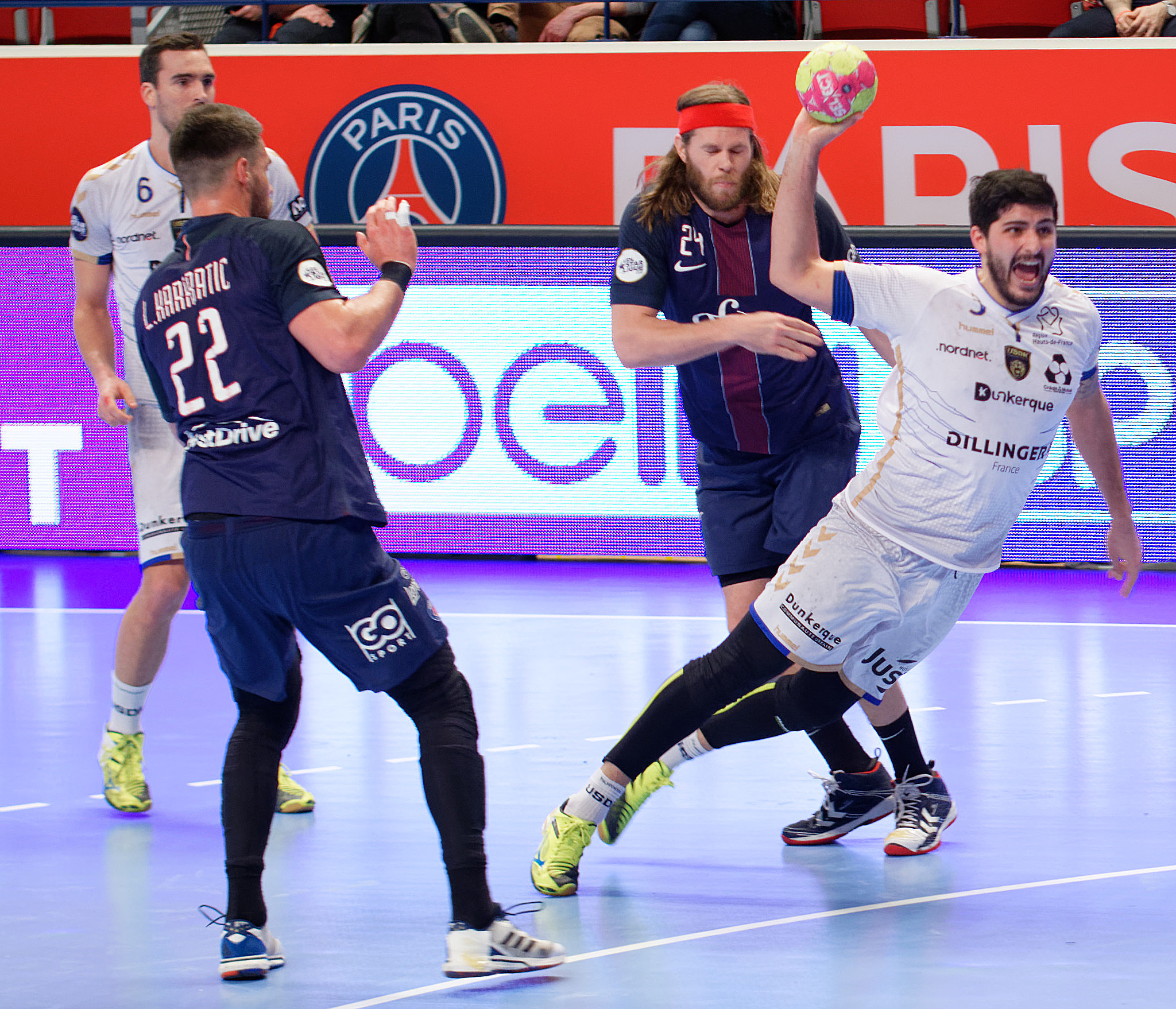
Afgour au tir sous le maillot de Dunkerque face au PSG en 2017.